# Charles Moffett sr.
Charles Moffett sr. (Fort Worth, 6 september 1929 – New York, 14 februari 1997) was een Amerikaanse jazzdrummer.

## Biografie
Moffett begon zijn muzikale carrière als trompettist en als tiener trad hij o.a. op met Jimmy Witherspoon. Na zijn studietijd werkte hij van 1953 tot 1961 als middelbare schoolleraar in Texas. Daarna ging hij naar New York, waar hij werkte met Sonny Rollins, Eric Dolphy (Musical Prophet: The Expanded 1963 New York Studio Sessions) en Archie Shepp (Four for Trane) en een eigen band leidde, waartoe Pharoah Sanders en Carla Bley behoorden. Tussen 1965 en 1967 was hij naast David Izenzon lid van het trio van Ornette Coleman, met wie hij ook op tournees zeer actief was, meerdere albums opnam en ook samenwerkte met Yoko Ono.
In 1970 ging hij naar Oakland, waar hij een muziekschool leidde en optrad met Steve Turré en Prince Lasha. Later werkte hij in New York met Frank Lowe. Hij werkte mee aan meer dan vijftig albums. Met hem als orkestleider verscheen in 1969 het album The Gift, waarop hij ook te horen is als trompettist en vibrafonist en in 1975 het album The Moffett Family, dat hij opnam met zijn zoons. Later trad hij ook op met Keshavan Maslak, Misha Mengelberg en John Lindberg, met Don Cherry en vooral Sonny Simmons.

## Familie en muziek
Zijn kinderen zijn allen bekend als jazzmuzikanten: Charnett Moffett als bassist, Mondre Moffett als trompettist, Charles Moffett jr. als tenorsaxofonist, Codaryl Moffett als drummer en Charisse Moffett als zangeres.

## Overlijden
Charles Moffett sr. overleed in februari 1997 op 67-jarige leeftijd.
- Bibliothèque nationale de France: cb138975884 (data)
- Gemeinsame Normdatei: 13446477X
- International Standard Name Identifier: 0000 0000 7986 651X
- Library of Congress Control Number: n83071538
- MusicBrainz: b0bfa590-28fe-4034-8bac-3c9f08a9a9e5
- Réseau des bibliothèques de Suisse occidentale: 02-A008672787
- Istituto Centrale per il Catalogo Unico: UBOV418436
- Système universitaire de documentation: 15666061X
- Virtual International Authority File: 22328187
- WorldCat: E39PBJqBmbPDTp7tR79HhdMtrq